# Melianthaceae
Melianthaceae é uma família de plantas com flor. O sistema APG II inclui esta família no clade rosídeas. Todos os membros desta família têm porte arbóreo ou arbustivo. Podem ser encontrados em África, nas regiões tropicais e também no Sul do continente. Os membros da família Francoaceae são por vezes incluidos nesta família, e consistem em dois géneros monotípicos, encontrados no Chile.

## Classificação
A família Greyiaceae é agregada à família Melianthaceae, no sistema APG II; a família Francoaceae é opcionalmente incluida na família Melianthaceae.
Melianthaceae sensu stricto
- Bersama - 2 espécies
- Melianthus - 6 espécies

Greyiaceae (incluida da família Melianthaceae)
- Greyia - 3 espécies

Francoaceae (umas vezes incluída, outras vezes como família separada)
- Francoa sonchifolia
- Tetilla hydrocotylefolia

Na classificação filogenética Angiosperm Phylogeny Website esta família é composta pelos seguintes géneros:
- Bersama Fres.
- Melianthus L.